# Grand Prix Herning 2013
Il Grand Prix Herning 2013, ventesima edizione della corsa, valido come evento dell'UCI Europe Tour 2013 categoria 1.2, si svolse il 20 aprile 2013 su un percorso totale di circa 199 km. Fu vinto dal danese Lasse Norman Hansen, che terminò la gara in 5h02'23" alla media di 39,48 km/h.
All'arrivo 52 ciclisti portarono a termine la gara.

## Ordine d'arrivo (Top 10)
| Pos. | Corridore              | Squadra     | Tempo    |
| ---- | ---------------------- | ----------- | -------- |
| 1    | Lasse Norman Hansen    | Blue Water  | 5h02'23" |
| 2    | Martin Mortensen       | Concordia   | s.t.     |
| 3    | Rolf Nyborg Broge      | Designa     | a 11"    |
| 4    | Rasmus Guldhammer      | Blue Water  | s.t.     |
| 5    | Troels Vinther         | Cult Energy | s.t.     |
| 6    | Kaspar Schjønnemann    | Trefor      | s.t.     |
| 7    | Mathias Møller Nielsen | Blue Water  | a 16"    |
| 8    | Daniel Foder Holm      | Blue Water  | a 18"    |
| 9    | Michael Reihs          | Cult Energy | s.t.     |
| 10   | Michael Valgren        | Cult Energy | a 23"    |